# RAPIEnet
| RAPIEnet          | RAPIEnet                            |
| ----------------- | ----------------------------------- |
|                   |                                     |
| 통신 프로토콜     |                                     |
| 적용분야          | 산업 자동화 - 실시간 이더넷         |
| 개발자            | LS일렉트릭 자동화솔루션 연구소      |
| 네트워크 종류     | Open Real-time Ethernet             |
| 물리 계층         | IEEE 802.3, Ethertype 0x88fe        |
| 네트워크 토폴로지 | 링 또는 라인 토폴로지               |
| 디바이스 어드레싱 | DIP 스위치 또는 하드웨어/소프트웨어 |
| 네트워크 설정     | 프로토콜에 의해 자동설정됨          |

RAPIEnet (Real-time Automation Protocols for Industrial Ethernet)은 LS일렉트릭에서 독자 개발한 실시간 데이터 전송을 위한 개방형 산업용 이더넷 기술로, 대한민국 최초로  산업용 이더넷 국제표준인 IEC 규격으로 등재되었다. 오피스 환경에서 사실상의 표준으로 사용되고 있는 이더넷 기술의 장점인 유연한 네트워크 토폴로지 구성 및 빠른 전송 속도 등의 장점과 더불어 산업 현장에서 요구되는 실시간성을 제공한다. 프로토콜에 대한 관리는 현재 LS일렉트릭에 의해 이루어지고 있다. 주요 특징은 아래와 같다.
- 대한민국 최초 산업용 이더넷 국제 표준 기술[2]
  - IEC 61158-3-21: 2019
  - IEC 61158-4-21: 2019
  - IEC 61158-5-21: 2019
  - IEC 61158-6-21: 2019
  - IEC 61784-2: 2010

- 손쉬운 네트워크 확장, 유연한 토폴로지 
  - 두 개의 포트의 이더넷 스위치를 디바이스에 내장, 별도의 외장 스위치 없이  데이지 체인 방식으로 네트워크 확장이 가능
  - 시스템 내 배선 절감 효과.[1]

- 100Mbps/1Gbps 전송 속도 제공
- 전기 (Twisted Pair) / 광 (Fiber-optics) 미디어를 혼용하여 사용 가능.[1][3]

- 프레임 전송 방식은 유니캐스트, 멀티캐스트, 브로드캐스트 3종을 지원.[1]

- "Store & Forward”와 “Cut Through” 기능을 지원.[1]

## 취득 규격(국내/외)

### 국제 취득 규격
- IEC 61158-3-21: 2019, Industrial communication networks - Fieldbus specifications - Part 3-21: Data-link layer service definition - Type 21 elements.[4]
- IEC 61158-4-21: 2019, Industrial communication networks - Fieldbus specifications - Part 4-21: Data-link layer protocol specification - Type 21 elements.[1]
- IEC 61158-5-21: 2019, Industrial communication networks - Fieldbus specifications - Part 5-21: Application layer service definition - Type 21 elements.[5]
- IEC 61158-6-21: 2019, Industrial communication networks - Fieldbus specifications - Part 6-21: Application layer protocol specification - Type 21 elements.[6]
- IEC 61784-2: 2010, Industrial communication networks - Profiles - Part 2: Additional fieldbus profiles for real-time networks based on ISO/IEC 8802-3.[7]
- IEC 62439-7: 2011, Industrial communication networks - High availability automation networks - Part 7: Ring-based Redundancy Protocol (RRP)[8]

### 국내 취득 규격
- KSCIEC 61158-3-21 : 계측제어를 위한 디지털 데이터 통신-산업제어시스템에서 사용되는 필드버스-제3부:데이터링크 서비스 정의
- KSCIEC 61158-4-21 : 계측제어를 위한 디지털 데이터 통신-산업제어시스템에서 사용되는 필드버스-제4부:데이터링크 프로토콜 규격
- KSCIEC 61158-5-21 : 계측제어를 위한 디지털 데이터 통신-산업제어시스템에서 사용되는 필드버스-제5부:응용계층 서비스 정의
- KSCIEC 61158-6-21 : 계측제어를 위한 디지털 데이터 통신-산업제어시스템에서 사용되는 필드버스-제6부:응용계층 프로토콜 규격

출처 = KATS(지식경제부 기술표준원)

### 프로토콜 스택 구조

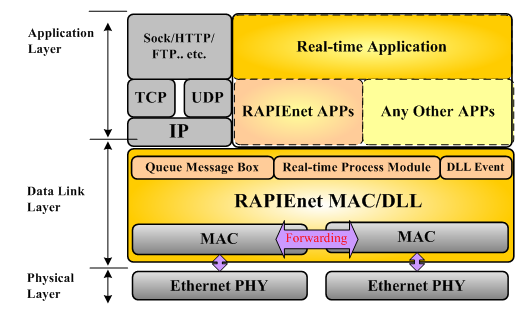
Figure 1. RAPIEnet 프로토콜 스택 구조

## RAPIEnet 기술

### 내장 듀얼 포트 스위치 동작

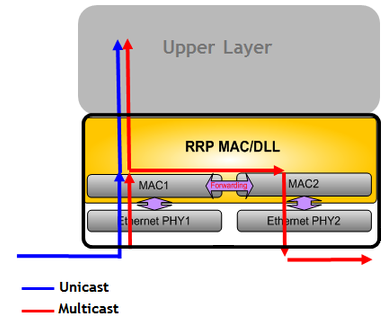
Figure 2. RAPIEnet 내장 듀얼 포트 스위치 동작

- 실시간 데이터 전송을 위해 하드웨어 기반으로 처리되는 내장스위치를 채택하였다.
- 전이중 통신을 지원하여 링형 토폴로지로 연결된 경우 각 노드가 이중화된 연결경로를 갖고 있다.

### 프레임 포맷

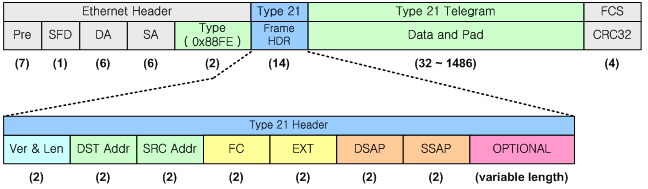
Figure 3. ISO/IEC 8802.3 기반의 RAPIEnet 프레임 포맷

- RAPIEnet Ether type: 0x88FE[10]

### 토폴로지

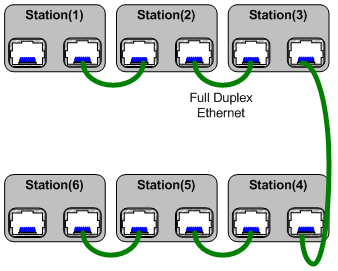
Figure 4. RAPIEnet 선형 토폴로지

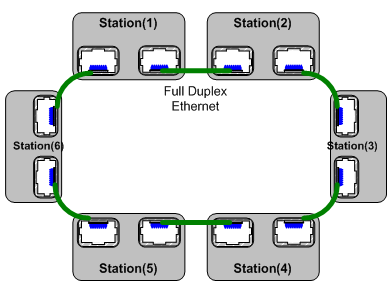
Figure 5. RAPIEnet 링형 토폴로지

### 복구 시스템
- 내장스위치와 전이중 통신방식으로 인해 이중화 연결경로를 가지며, 통신장애에 대한 내성을 갖고 있다, 이를 통해 빠른 장애복구 능력을 가진다.

- 복구 시간 < 10 ms

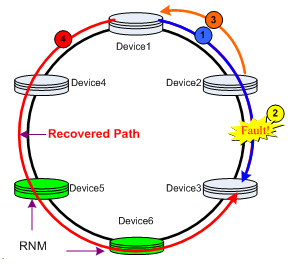
Figure 6. RAPIEnet 링형 토폴로지에서의 복구 시스템

1. 디바이스1에서 디바이스3으로 신호를 전달한다.
2. 디바이스2와 디바이스3 사이에 fault발생.
3. 디바이스2에서 디바이스1로 문제가 발생했음을 전달한다.
4. 디바이스1에서 반대방향으로 디바이스3에게 신호를 전달한다.

### Flexible Hybrid Structure

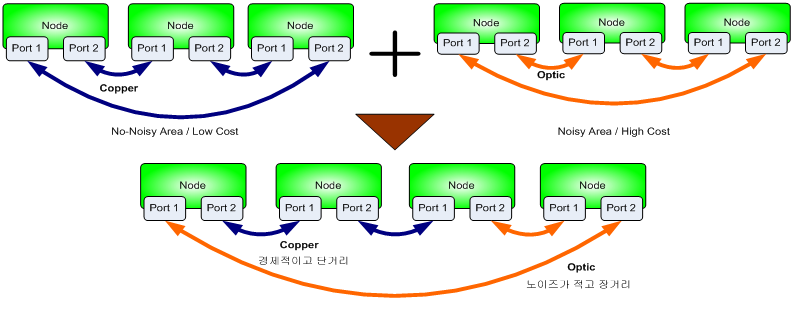
Figure 7. RAPIEnet Flexible Hybrid Structure

- Fiber Optics/Copper Media

- Copper: 낮은 설치 비용이 들지만 노이즈가 상대적으로 크다.
- Optics: 높은 설치 비용이 들지만 노이즈가 적으며 상대적으로 배선거리가 길다.
- 각각의 장단점을 가진 두 가지의 회선을 복합적으로 사용하여 간편하고 효율적인 배선을 할 수 있다.

## RAPIEnet을 이용한 시스템 구성도

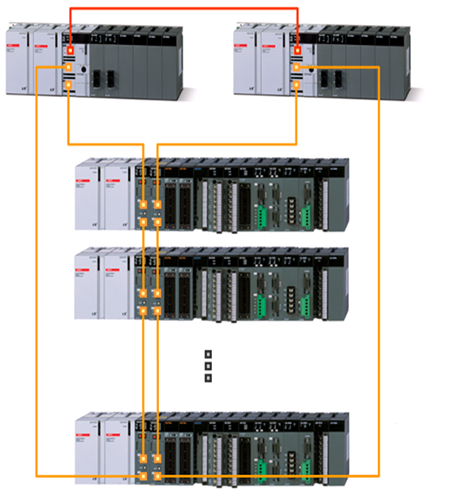
Figure 8. RAPIEnet을 이용한 시스템 구성도

## 기타

### 추가 진행 중인 국제표준
- IEC 61784-5-17, Industrial communication networks - Profiles - Part 5-17: Installation of fieldbuses - Installation profiles for CPF 17 (2012년 IEC 국제표준 등록 예정)[11]